# Saturnismo
Saturnismo ou plumbismo (do latim Saturnismus, de saturnus, nome que os alquimistas davam ao chumbo) refere-se à intoxicação por chumbo de um organismo. O chumbo pode se acumular no organismo adulto por vários meses ou anos antes de causar sintomas. Porém, crianças menores de 6 anos de idade são especialmente vulneráveis à contaminação por chumbo, pois mesmo pequenas quantidades podem afetar gravemente seu desenvolvimento físico e mental.

## Causa
Fontes de chumboː
- Tintas;
- Poeira de locais em construção, mecânicas, minas etc.;
- Água de canos soldados com chumbo;
- Combustíveis;
- Algumas ervas medicinais (Greta, Litargírio, Baw-ba-san…);
- Tiro com bala de chumbo;
- Algumas decorações, potes, brinquedos e maquiagens podem conter chumbo.

## Sinais e sintomas
Em humanos, a intoxicação pode ser mais brusca e levar a uma crise ou lenta causando sintomas progressivamente piores. Em adultos os sintomas mais comuns sãoː
- Dores abdominais severas;
- Sensação de gosto metálico;
- Constipação;
- Dor ou dormência ou formigamento (parestesias) de mãos e pés;
- Dores nas articulações e músculos;
- Dor de cabeça;
- Irritabilidade e agressividade;
- Declínio cognitivo (memória, atenção e aprendizagem);
- Hipertensão arterial;
- Infertilidade em homens;
- Parto prematuro;
- Linha de depósito de chumbo na gengiva (azul).

Em crianças os sintomas podem incluir, dependendo da gravidadeː
- Atraso no desenvolvimento físico;
- Dificuldades de aprendizagem;
- Irritabilidade;
- Perda de apetite;
- Perda de peso;
- Lentidão e cansaço;
- Dor abdominal;
- Vômitos;
- Prisão de ventre;
- Perda gradual da audição.

Outras alterações incluem anemia (por porfiria secundária e inibição da medula óssea), disfunção renal, convulsões e coma. Em crianças os prejuízos ao desenvolvimento mental podem ser permanentes.

## Epidemiologia
Atinge principalmente trabalhadores de indústrias de metal, materiais de construção, automobilísticas e baterias elétricas ou extratoras de chumbo.

## Tratamento
Em casos leves o mais importante é evitar novas exposições até que o próprio corpo consiga eliminar parte do chumbo nas fezes. Em casos graves pode ser feita terapia de quelação, com medicamentos que se ligam ao chumbo para que possa ser excretado na urina, ou terapia com EDTA cálcico. Adultos com níveis de chumbo superior a 45 mcg/dl de sangue devem ser tratados com uma ou mais EDTAs. Nem todos os danos são reversíveis, especialmente os cognitivos em crianças podem ser permanentes.
Em locais de risco, como zonas industriais e mineradoras, alguns médicos recomendam exame de sangue de crianças entre 1 e 2 anos para detectar sinais de intoxicação por metais pesados.